# 世界貿易組織第二次部長級會議
世界貿易組織第二次部長級會議是世界貿易組織舉辦的國家貿易部長級會議，於1998年5月18日至5月20日在瑞士日内瓦舉行。
第二次部長級會議的主要議程包括檢討多條已通過貿易協議的執行情況，亦討論了未來貿易談判的程序，並決定第三次部長級會議的舉行地點及日期，務求令第三次部長級會議可成功啟動新一輪多邊貿易談判。

## 外部連結
- WTO第二次部長級會議網頁 （页面存档备份，存于）